# 응방
응방(鷹坊)은 고려 시대와 조선 시대에 매의 사육과 매 사냥을 맡은 관청이다.

## 개설
응방의 제도는 몽고에서 들어왔으며 응방의 관리는 고려인이 맡았다. 충렬왕 9년(1283년) 응방도감이 설치되어 이를 관할하게 되었다.
충렬왕때 설치되었는데 무뢰한이였으며 원나라로 도망갔었던 고려인 무인인 윤수는 개와 매를 기르는 일을 하고 있었는데 충렬왕이 고려에 왔을 때 접근하여 친목을 다지고 충렬왕이 고려 때에 돌아왔을 때 응방사로서 관리를 맡게 됐는데 횡포가 심했다.
또한 천민 출신이던 고려인 이정도 원방사로서 횡포가 심하였는데 특히 죄를 짓거나 요역, 징렴을 피하기 위해 떠돌아다니는 유민들을 모아서 이리간이라는 촌락을 만들어 응방의 세력으로 만들었는데 이 유민들의 횡포가 극심하여 나라 사람 모두가 싫어하였다.
고려의 매는 원나라에서 해동청이라는 이름으로 불리며 인기가 높았다. 응방은 개경을 중심으로 설치되었다. 고려 역사를 통틀어 여러 차례 폐단이 지적되었다. 충렬왕은 응방을 지휘하는 수장인 사(使)의 관품을 종3품으로 정했고, 응방에 속한 자들에게 요역을 면제해 주는 것이나 응방에서 고을의 호적을 응방에 배속시키며 요역에서 제외시키는 것도 허락했다. 조정의 세수가 줄어든다며 말리는 관원을 유배하거나 삭탈관직시키는 경우도 있었다.
응방은 충선왕(忠宣王) 원년(1308년)과 충목왕(忠穆王) 초년(1344년)에 혁파되었지만 그때마다 곧 다시 부활하였다. 충목왕이 폐지하였던 응방은 공민왕(恭愍王) 20년(1371년)에 다시 설치하였고, 응방에서 매를 기르는 자를 시파치라 불렀다. 공민왕은 응방의 폐단을 말하는 신하들에게 스스로 매를 기르는 것은 사냥을 즐겨서가 아니라 매의 용맹함을 아끼고 이를 본받고자 함이라고 말한 바 있다.
조선 왕조 시대에도 응방은 그대로 계승되었다. 응방의 위치는 《태조실록》(太祖實錄) 태조 4년(1395년) 4월 병술조와 5월 기미조에 왕이 한강에 나가 응방을 보았다는 기록에서 한강 방면에 위치해 있었음을 생각해 볼 수 있는데, 《단종실록》(端宗實錄) 단종 3년 정월에 광나루에서 매사냥하는 것을 보았다는 기록으로 보아 광나루 근교로 비정된다. 왕이 매사냥을 나가는 경우 갑사와 함께 응인(鷹人)이라는 응방 소속 응사들이 동행하였는데, 세종 12년(1430년)까지 응방에 속한 응사는 90인 정도였다.
매사냥에 따른 민가의 피해가 크다는 지적에 따라 태종 원년(1401년) 응패를 소지하지 않은 매나 응인이 민가의 닭과 개를 훔치지 못하게 단속하라는 명을 내렸고, 태종 3년(1403년) 11월에는 응방의 인원을 16명으로 줄이고 나머지는 모두 없앴다. 동왕 7년(1407년)에는 응방 소속 응인을 제외하고는 모두 응패를 차게 하였으며 응패를 숨겨 차는 사람한테도 패를 회수하고 죄를 주도록 하였다. 동왕 17년(1417년)에는 왕의 봄가을 매사냥이 뜸하다는 이유로 함길도와 평안도, 황해도 응인들의 군역을 정해 응방 일을 핑계로 요역하지 않는 것을 금지하였다.
세종 12년(1430년) 병조의 요청에 따라 응방의 응사 90명을 3패로 나누고 패마다 부사직(2명), 사정(3명), 부사정(4명)이라 새겼다(나머지는 직위 없음). 또한 패마다 대장, 대부 등 6개의 체아직을 늘리고 각 패도 두 개로 나눠 그 공로의 순위에 따라 번갈아 직임을 맡겼다. 3년 뒤인 동왕 15년(1433년) 9월에 소속된 곳이 없다는 응사들의 요청을 받아들여 사복시(병조 소속)에 속하게 했는데, 이는 그 전까지 응방이 소속된 상위 관청이 없었고 왕의 직속으로써 명을 받았던 것으로 해석된다. 동왕 28년(1446년)에는 90명으로 늘어나 있던 응인의 수도 30명으로 줄였다.
문종 시기를 전후해 응방은 좌우로 나뉘었다. 성종은 사냥개와 매의 경우는 명이 따로 없으면 진상할 필요가 없도록 하고, 응방 소속 응사가 진상용 매를 서울로 가져오는 동안에 드는 민폐를 방지하도록 각 고을에 응사가 가져오는 매가 먹을 먹이를 갖고 있도록 명을 내렸지만, 응방 폐지나 응방의 체아직을 없애자는 사림의 말은 끝내 듣지 않았다. 성종 17년(1486년)에는 사간원헌납 이승직을 보고도 그냥 지나친 응사를 쫓아 이승직의 나장이 내응방까지 들어간 일을 두고 "왕이 기르는 매를 관리하는 사람인 줄 알면서 쫓아간 것은 군왕에 대한 공경심이 없는 것"이라며 나장을 국문하도록 하였다.
응방의 폐지에 대해 신하들이 민간의 피해가 많고 왕이 매사냥에 빠져 자칫 국정을 그르칠 수 있다는 논리를 내세워 폐지하기로 하였다. 성종 17년(1486년)에 왕은 응방을 재설치할 것을 명했으나, "왕이 응사들을 아낀 나머지 응사들이 조정 대신들을 공경할 줄을 모르고 기고만장해하고 있다"는 조정 신료와 간관들의 반발로 응방을 파하고 기르던 매들도 모두 날려보냈다. 하지만 이듬해 6월 왕은 다시 승정원에 "올해는 흉년이 들지 않을 것 같다"며 응방을 두고 매를 기를 것을 명하고, 24년(1493년)에는 내응방의 응사에 대한 체아직과 함께 외응방의 응사들에게도 체아직을 주고자 하였고, 반대하는 신하에게 "응사를 두는 이유는 유희가 아니라 천신과 양전의 진상을 위한 것"이라며 따르게 하였다.
응방은 연산군 때에 이르러 그 규모가 크게 확대되어, 연산군 3년에 좌우응방에 예비응사를 매번 8명씩 더 늘릴 것을 명하고, 11년 9월에는 응방을 좌우 패로 나누어 각 패의 사냥개와 매는 몇 만을 헤아렸고 온갖 진기한 새와 짐승이 응방에 붙게 되었다. 10월에는 다시 응방낭청이라는 명칭 속에 4명을 더 둘 것을 명하고, 응방에 속한 군사에게 통령을 두게 하면서 온갖 혜택을 주었고, 외응방의 규모도 확대시켰다. 이는 과거 어느 왕들보다도 큰 규모였다. 중종 때에 이르러서야 응사들의 역을 파해 군역으로 대치하고, 10년에는 외방인 강원도와 황해도에 병조 소속 응사가 너무 많으니 폐지할 것을 건의한 대간의 간언에 따라 외응방도 폐지되었다.
다만 응방의 폐지 이후에도 지방에서 매를 공납하는 일은 그치지 않았다. 응방이 폐지된 뒤 응사들의 권한도 크게 줄어들어 현종 4년(1663년)에는 장령 김익렴이 "온갖 역 가운데 응사의 일이 고되고 천한 일이라 특히 봄철 석 달과 겨울철 석 달은 거의 죽을 지경"이라고 지적할 정도로, 조선 전기에 비해 그 권한이나 혜택이 많이 줄어 있었다. 숙종 41년(1715년)에는 이러한 응사도 폐지되었다.

## 같이 보기
- 매사냥
- 충렬왕